# Röntgen-Nahkanten-Absorptions-Spektroskopie
Die Röntgen-Nahkanten-Absorptions-Spektroskopie, englisch near-edge x-ray absorption fine structure oder X-ray absorption near-edge structure spectroscopy, kurz NEXAFS- oder XANES-Spektroskopie, ist ein zur Röntgenabsorptionsspektroskopie gehörendes Spektroskopie-Verfahren zur Untersuchung von Festkörperoberflächen. Es erfasst die unbesetzten Elektronen-Zustände und kann die Häufigkeit sowie die räumliche Lage von Atomen oder Molekülen auf der Oberfläche untersuchen.

Röntgenabsorptionsspektrum (schematisch). Die Absorptionskante ist durch einen Pfeil markiert, und der bei NEXAFS untersuchte Energiebereich knapp darüber orange hinterlegt.

## Grundlagen
Bei NEXAFS werden mit Röntgenstrahlung kernnahe, stark gebundene Elektronen in einen unbesetzten Zustand im Valenzband oder in ein unbesetztes Atom- oder Molekülorbital angehoben.
Grundlage dieser Technik ist das Auftreten von Röntgen-Absorptions-Kanten: Ein Röntgen-Quant kann nur dann ein Elektron aus einem stark gebundenen Zustand (d. h. kernnahen Orbital) herausschlagen, wenn die Energie ausreicht, damit das Elektron einen unbesetzten Zustand (oder das Kontinuum) erreicht. Erhöht man die Energie der Röntgenstrahlung von einem Wert, bei dem das (noch) nicht möglich ist, zu einem Wert, bei dem so ein Prozess möglich ist, steigt schlagartig die Röntgenabsorption eines Materials. Sobald die Energie hoch genug ist, damit das Elektron das Kontinuum erreichen kann, bleibt die Absorption auf einem hohen Wert, der nur langsam bei weiter zunehmender Energie sinkt. Die plötzliche Zunahme der Absorption wird als Absorptionskante bezeichnet; und im Bereich der Absorptionskante hängt die Absorption davon ab, wie viele unbesetzte Zustände einer bestimmten Energie für das Elektron zur Verfügung stehen.
Die nebenstehenden Abbildungen zeigen die Entstehung der Röntgenfeinstruktur bei der Absorption einer einfallenden ebenen Welle von einem Atom (linke Abbildung). Nach der Absorption emittiert das absorbierende Atom seinerseits eine sphärische Photoelektronenwelle (mittlere Abbildung), die anschließend an umliegenden Atomen gestreut wird (rechte Abbildung). Es kommt dabei einerseits (blau) zu Einfachstreuprozessen, die die Ursache für die EXAFS-Strukturen sind, andererseits (orange) aber auch zu Mehrfachstreuprozessen, die die Ursache der NEXAFS/XANES-Strukturen im detektierten Spektrum sind.
In beiden Fällen kommt es zu Interferenzen (Pfeile), die die Grundlage für quantitative Untersuchungen bei NEXAFS/XANES- bzw. EXAFS-Messungen liefern.
Um Missverständnisse zu vermeiden, muss jedoch klargestellt werden, dass der XANES-Bereich nicht ausschließlich durch die oben beschriebene Mehrfachstreuung zu beschreiben ist. Während der EXAFS-Bereich relativ fern der Absorptionskante im Wesentlichen durch die Interferenz der emittierten Photoelektronen dominiert wird, so kann der Bereich um ±100 eV um die Absorptionskante zum Teil sehr stark durch inner-atomare Absorptionsbänder bestimmt sein. (Anregung kernnaher Elektronen in unbesetzte Zustände die energetisch knapp unterhalb der Photoionisationsenergie liegen.) Der Anteil der oben beschriebenen Mehrfachstreuung der Photoelektronen im XANES-Bereich kann also in den Hintergrund treten. Insbesondere der sogenannte „Pre-Peak“ wird häufig einem Quadrupol-Übergang zugeordnet, die direkte Emission eines Photoelektrons ist in diesem Energiebereich im klassischen Sinne noch nicht möglich.

## Experimentelle Technik
Zur Messung eines NEXAFS-Spektrums muss die Röntgenenergie variiert werden, dafür wird aus Synchrotronstrahlung (großer Wellenlängenbereich) monochromatische Röntgenstrahlung herausgefiltert. Die Wellenlänge wird mit dem Monochromator in einem kleinen Bereich (einige eV) um die Absorptionskante variiert.
Die Absorption wird meistens nicht direkt über die Abschwächung des Röntgenstrahls bestimmt, sondern es wird das „Auffüllen“ des freigewordenen kernnahen Orbitals beobachtet. Dabei werden die Augerelektronen freigesetzt, diese und/oder die von ihnen erzeugten Sekundärelektronen können mit einem Sekundärelektronenvervielfacher, zum Beispiel einem Channeltron detektiert werden und sind ein Maß für die Röntgenabsorption. Diese Detektionsmethode ist im Englischen unter Auger electron yield (Augerelektronenausbeute) bzw. total electron yield (Gesamtelektronenausbeute) bekannt. Da die Elektronen im Festkörper nur kurze Strecken zurücklegen können (Augerelektronen ca. 1 nm, bis sie Energie verlieren; niederenergetische Elektronen einige Nanometer), ist diese Methode nur auf den Bereich nahe der Oberfläche empfindlich.
Eine andere Methode, die Absorption zu bestimmen, ist die Messung der Röntgenstrahlung, die beim Auffüllen des freigewordenen kernnahen Orbitals entstehen kann. Es wird also die Röntgenfluoreszenz gemessen (Fluoreszenzausbeute, engl. fluorescence yield). Da bei den mit NEXAFS meist untersuchten leichten Elementen beim Auffüllen des kernnahen Orbitals nur mit sehr geringer Wahrscheinlichkeit (einige Promille) Röntgenquanten emittiert werden und normalerweise stattdessen ein Augerprozess stattfindet, ist die Röntgenausbeute geringer als die Elektronenausbeute, allerdings kann die weiche Röntgenstrahlung dickere Materialschichten durchdringen als Elektronen. Es können mit Detektion der Röntgenstrahlung also tiefere Schichten erfasst werden.

## Anwendungen
- NEXAFS wird gerne dazu verwendet, Reaktionen von Molekülen auf Oberflächen zu untersuchen, zum Beispiel für Grundlagenuntersuchungen der Katalysatortechnik. Anhand des NEXAFS-Spektrums lässt sich die Häufigkeit verschiedener Molekülsorten verfolgen. Die Moleküle müssen unterschiedliche unbesetzte Zustände haben, damit man sie unterscheiden kann.
- Da Synchrotronstrahlung normalerweise linear polarisiert ist, kann in bestimmten Fällen durch Variation des Winkels zwischen der einfallenden Synchrotronstrahlung und der Probe bestimmt werden, welche Orientierung die mit NEXAFS erfassten Molekülorbitale haben. Dadurch lässt sich zum Beispiel feststellen, ob eine bestimmte Molekülsorte flach auf einer Oberfläche liegt oder die Moleküle „aufrecht“ auf der Oberfläche stehen.

Mit NEXAFS werden meist die Absorptionskanten von Kohlenstoff (Röntgenenergie = 285 eV), Stickstoff (400 eV) oder Sauerstoff (530 eV) gemessen.

## Verwandte und komplementäre Techniken
- Eine andere Technik zur Bestimmung der unbesetzten Elektronenzustände ist inverse Photoemission. Während inverse Photoemission alle unbesetzten Zustände erfasst, werden mit NEXAFS nur die unbesetzten Zustände am Ort einer Atomsorte gemessen (die Atomsorte, zu der die gemessene Absorptionskante gehört, also zum Beispiel nur Sauerstoffatome).
- Die Röntgenabsorption in einem größeren Bereich (einige hundert Elektronenvolt) oberhalb der Absorptionskante wird bei (surface) extended x-ray absorption fine structure (EXAFS bzw. SEXAFS) erfasst. Mit (S)EXAFS können Bindungslängen und die Anzahl der Nachbaratome bestimmt werden.